# ヤクーバ・カマラ
ヤクーバ・カマラ（Yacouba Camara、1994年6月2日 - ）は、トップ14モンペリエ・エロー・ラグビーに所属するラグビー選手。

## プロフィール
- フランス・オーベルヴィリエ出身。
- ポジションはフランカー(FL)。
- 身長 195cm、体重 110kg
- U20フランス代表に選ばれたことがある[1]。
- フランス代表キャップは17（2021年1月現在）でワールドカップ2019のフランス代表に選ばれた[2]。

## 略歴
マッシュ、トゥールーズを経て、2017年、モンペリエに加入。 